# William Street Historic District
Der William Street Historic District ist ein Historic District in Tisbury auf Martha’s Vineyard im Bundesstaat Massachusetts der Vereinigten Staaten. Er wurde 1983 in das National Register of Historic Places eingetragen.

## Beschreibung des Distrikts
Die Gebäude innerhalb des Distrikts stammen aus der Mitte des 19. Jahrhunderts und sind die am besten erhaltenen aus dieser Zeit in Vineyard Haven. Die Williams Street war in den 1830er Jahren die zweite Hauptstraße, die nach der Stadtgründung angelegt wurde. Der Straßenzug selbst wurde von Thomas Bradley entwickelt, dem unter anderem auch die Old Mill in West Tisbury gehörte. Die dort im Stil des Greek Revival errichteten Häuser sind bis heute nahezu unverändert und gehören zum Teil noch direkten Nachfahren ihrer ersten Eigentümer.